# Unholy Terror
Unholy Terror è il nono album della band heavy metal W.A.S.P., pubblicato nel 2001 dalla Metal-Is.

## Tracce
1. Let it Roar – 4:40
2. Hate to Love Me – 4:07
3. Loco-Motive Man – 6:03
4. Unholy Terror – 2:01
5. Charisma – 5:25
6. Who slayed Baby Jane? – 4:55
7. Euphoria – 3:19
8. Raven Heart – 3:46
9. Evermore – 6:10
10. Wasted White Boys – 6:49

## Formazione
- Blackie Lawless – voce, chitarra ritmica
- Chris Holmes – chitarra solista
- Mike Duda – basso, cori
- Frankie Banali – batteria (2, 3, 5, 8, 10)
- Stet Howland – batteria (1, 4, 6, 7, 9)

Ospiti
- Roy Z – chitarra solista (6, 10)
- Valentina – cori (6)